# 岡十郎

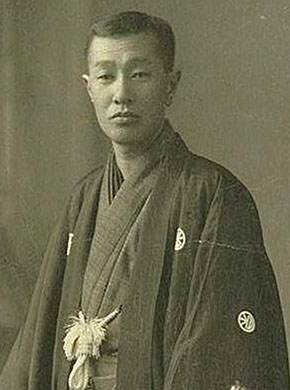
岡十郎

岡 十郎（おか じゅうろう、旧姓・西村、1870年7月27日〈明治3年6月29日〉 - 1923年〈大正12年〉1月8日）は、大日本帝国の実業家。朝鮮勧農、東洋捕鯨（現・ニッスイ）の各社長。近代的な捕鯨船による捕鯨を日本で始めて行い、「捕鯨王」、「日本捕鯨の父」などと呼ばれた。族籍は山口県平民。

## 生涯
1870年、長門国阿武郡奈古村（現・山口県阿武郡阿武町）の西村利右衛門の5男として生まれた。西村家は奈古村に住し、代々農業並びに生蝋製造を業としていた。後に岡吉輔の養嗣子になった。
1868年の明治維新以降、日本の近代化が急速に進み、多くの人々が西洋の知識と技術を学ぶために欧米に渡った。当時、日本は遠東での勢力を拡大しようとしていたが、捕鯨は江戸時代以来の網取法による沿岸捕鯨が続いていた。特に日本海では、ロシア帝国の捕鯨会社が牛耳っており、大量の鯨肉を日本に輸出していたことから、政治上でも日本捕鯨の近代化が望まれた。そのような時流の中、岡は上京して捕鯨近代化の計画を政府に示し、政府の同意を得た後ノルウェーに向かった。彼はそこで日本への早期配達を条件に捕鯨設備を定価の1割増しで購入した。彼はフィンマルクで捕鯨を学び、アゾレス諸島へ向かって伝統的な捕鯨法を観察、ニューファンドランド植民地に向かって新しく使われるようになった捕鯨法を観察した。彼が下した結論は、ノルウェーの捕鯨法のほうが優れていたが、ノルウェー人が鯨油を目的としたのに対し、日本では鯨肉が捕鯨の目的となっているので、日本でノルウェーの捕鯨法をそのまま採用することはできない、というものだった。
岡は帰国した後、1899年7月20日に日本遠洋漁業株式会社を設立、常務取締役に就任した。会社は毛利氏の旗印「一〇」を社章としたため、「いちまるかいしゃ」とも呼ばれた。
当時の日本が日清戦争直後だったこともあり、岡は会社に必要な資金10万円を集めるのに苦労した。会社は李氏朝鮮に捕鯨免許を申請したが、朝鮮の宮廷にロシアの影響が及んだため申請は困難を極めた。ようやく下りた免許は3年間の期限付きで、捕鯨地は3か所のみ、捕鯨船1隻につき600円、といった制限も付けられた。捕鯨船は日本で造船され、1899年11月30日に第一長周丸（名称の由来は長州藩）として完成した。会社はノルウェー出身の熟練した砲手モルテン・ペダーセン（Morten Pedersen）を雇い、1900年2月4日にはじめてシロナガスクジラの砲殺捕鯨に成功した。会社は翌年に黒字化、イギリス・ロシア合資の会社から捕鯨船オルガ（Olga）をリースした。1901年12月2日に第一長州丸が大吹雪により朝鮮の海岸で難破したことで会社は危機に陥ったが、翌年のオルガの漁獲で補うことができたため無事となった。
岡は続いてノルウェーの捕鯨船レックス（Rex）とレギナ（Regina）の用船契約を締結した。ノルウェーの会社が自分で捕鯨免許が取れなかったためだった。1904年、会社はオルガを購入、また資本金50万円の東洋漁業株式会社に改組された。
岡は1904年1月11日に大韓帝国から捕鯨の免許を得た。日露戦争が勃発してロシアの捕鯨活動が停止すると、岡は実質的には戦中の捕鯨独占権を得、さらに1905年5月1日にはロシアの捕鯨地を租借した。日本が日露戦争に勝利したことで、東方の水域での捕鯨が可能になり、会社はさらなる拡張を遂げることになった。会社は1906年以降にノルウェー製のトーゴ（Togo）などの捕鯨船を購入、やがて世界中で最も儲ける捕鯨会社となった。その成功により、ほかの捕鯨会社が相次いで参入した。
捕鯨会社の乱立により政府は規制を検討するようになり、岡は捕鯨会社の合同を主導して1909年に東洋捕鯨株式会社を設立、本社を大阪に置いて自分は社長に就任した。さらに同年末に2社を吸収合併し、1916年には日本の捕鯨事業をほぼ独占するに至り、当時世界最大規模の捕鯨会社となった。岡は日本が「世界最大の捕鯨国になるだろう。（中略）そして、ある日には朝に鯨が北極で獲れたと聞き、夜には鯨が南極で獲れたと聞くだろう。」と予想した。岡は1923年に死去したが、その後も捕鯨会社の合併や倒産などが続き、1930年代には全て日本水産（現・ニッスイ）と林兼商店（後にマルハ、現・マルハニチロ）に吸収されることとなった。

## 家族・親族
岡家
- 養父・吉輔[1]
- 養母・ナカ（1854年 - ?、山口、西村利右衛門の二女）[1]
- 妻・ムツ（1875年 - ?、山口、好川治郎の姉）[1][2]
- 養子[1]

親戚
- 実兄・西村礼作（衆議院議員）[16]